# 誰殺了德山大五郎？
《誰殺了德山大五郎？》（日语：徳山大五郎を誰が殺したか?）為2016年7月17日至10月2日每週六24時20分至24時50分（也就是週日上午12時20分整至上午12時50分；JST）於日本東京電視台播出並由日本女子偶像團體櫸坂46主演的校園懸疑劇。Amazon Prime Video則提早一星期播出。

## 概要
此劇為櫸坂46全體21名成員出演的校園懸疑劇。2016年4月6日，在櫸坂46的出道曲《沉默的多數》發售後，於7月3日召開此劇的製作發表記者會，成為少數出道三個月就有電視劇演出的偶像團體。

## 劇情概要
劇情背景為私立櫸學園3年C組。有一天，學生們在她們的教室裡發現她們的班級導師・德山大五郎的遺體。她們決定先將遺體藏起來，並用自己的力量一起找出犯人。

## 登場人物

### 學生
以下為私立櫸學園的學生們。
石森虹花（いしもり にじか）- 石森虹花
喜歡在上課時間閱讀時尚雜誌的女子。
今泉佑唯（いまいずみ ゆい）- 今泉佑唯
充滿元氣的女子。
上村莉菜（うえむら りな）- 上村莉菜
喜歡不可思議現象的女子。
尾關梨香（おぜき りか）- 尾關梨香
天真爛漫的女子。
織田奈那（おだ なな）- 織田奈那
對偵探憧憬的女子。帶著偵探樣式的眼鏡。
小池美波（こいけ みなみ）- 小池美波
操著關西腔的女子
小林由依（こばやし ゆい）- 小林由依
優等生派系的成員。
齋藤冬優花（さいとう ふゆか）- 齋藤冬優花
不打領帶，穿著泡泡襪的女子。
佐藤詩織（さとう しおり）- 佐藤詩織
志願考上美術大學的女子。
志田愛佳（しだ まなか）- 志田愛佳
體育派系的成員。
菅井友香（すがい ゆうか）- 菅井友香
優等生派系的隊長。學級委員長。與守屋茜的的派系形成對照關係。
鈴本美愉（すずもと みゆ）- 鈴本美愉
體育派系的成員。
長澤菜菜香（ながさわ ななこ）- 長澤菜菜香
操著山形腔的女子。長澤的山形腔皆由米谷奈奈未負責翻譯。
長濱禰留（ながはま ねる）- 長濱禰留
常常上課缺席的女子。
土生瑞穂（はぶ みづほ）- 土生瑞穂
喜歡動漫及漫畫等二次元東西的眼鏡女子。
原田葵（はらだ あおい）- 原田葵
頭髮綁著雙馬尾的女子。
平手友梨奈（ひらて ゆりな）- 平手友梨奈
意志力強大。
守屋茜（もりや あかね）- 守屋茜
體育派系的隊長。
米谷奈奈未（よねたに ななみ）- 米谷奈奈未
帶著眼鏡的女子。有著「池上彰說的」的口頭禪。
渡邊梨加（わたなべ りか）- 渡邊梨加
令人摸不著頭緒的女子。單純但又是個麻煩製造者。時常抱著名為"炸雞"的狗娃娃，據說是她的朋友。
渡邉理佐（わたなべ りさ）- 渡邉理佐
時尚派系的隊長。對整個遺體事件及搜查犯人過程不抱著太大興趣。

### 職員
德山大五郎（とくやま だいごろう）- 嶋田久作
遺體。私立櫸學園3年C組班級導師。被誤以為被刀剌死實為心臟病病發而死，死後被渡邊梨加用刀剌了。
神崎雪繪（かんざき ゆきえ）- 江口德子
副導師，德山大五郎的情婦。誤以為渡邊梨加為了自己而用刀剌死了德山大五郎而維護她
竹村哲也（たけむら てつや）- 相島一之
國文老師。
參宮橋（さんぐうばし）- 岩松了
櫸學園的校長，於第9話辭職。
橋部- 今野浩喜
校工，實為私立櫸學園的副理事長，最終話替3年C組處理了德山大五郎的遺體。
德山香緒里（とくやま かおり）- 布施繪理
德山大五郎的妻子。
矢代- 菅原大吉
刑警。
諾艾爾（ノエル）- Arno Le Gall
美術特別指導老師。
保全人員（けいびいん）- 森下能幸
學校保全人員。
德山大四郎（とくやま だいしろう）- 嶋田久作
德山大五郎的哥哥。在淡路島種植洋蔥的農家。
御堂園和紗（みどうぞの かずさ）- 濱田麻里
參宮橋校長辭職後的接任校長。
畢業生 - 岡本杏理、荒井萌、中山繪梨奈
遺體 - 田中要次

## 工作人員
- 企畫・原作 - 秋元康[18]
- 編劇 - 德尾浩司（日语：徳尾浩司）、喜安浩平、土屋亮一（日语：土屋亮一） [18]
- 音樂 - Scat後藤[18]
- 主題曲 - 櫸坂46「世界上只有愛」[19]
- 字幕背景 - 本郷伸明
- CP - 淺野太[18]
- 製作人 - 川村庄子、加藤章一、青山貴洋[18]
- 協力製作人 - 濱谷晃一
- 導演 - 豐島圭介（日语：豊島圭介）、古廄智之（日语：古厩智之）、吉田浩太（日语：吉田浩太） [18]
- 製作 - 東京電視台、DREAMAX TELEVISION（日语：ドリマックス・テレビジョン）[18]
- 製作著作 - 「誰殺了德山大五郎？」製作委員會[18]

## 集數列表
| 集數 | 播放日  | 中文標題 | 日文標題 | 編劇              | 導演     |
| ---- | ------- | -------- | -------- | ----------------- | -------- |
| #01  | 7月17日 | 藏屍     |          | 德尾浩司          | 豐島圭介 |
| #02  | 7月24日 | 詐屍     |          | 德尾浩司          | 豐島圭介 |
| #03  | 7月31日 | 焚屍     |          | 土屋亮一 德尾浩司 | 古廄智之 |
| #04  | 8月7日  | 搜屍     |          | 德尾浩司          | 吉田浩太 |
| #05  | 8月14日 | 審屍     |          | 德尾浩司          | 豐島圭介 |
| #06  | 8月21日 | 告別屍體 |          | 土屋亮一 喜安浩平 | 豐島圭介 |
| #07  | 8月28日 | 冒充屍體 |          | 德尾浩司          | 古廄智之 |
| #08  | 9月4日  | 消屍     |          | 德尾浩司          | 吉田浩太 |
| #09  | 9月11日 | 毀屍     |          | 喜安浩平          | 豐島圭介 |
| #10  | 9月18日 | 戀屍     |          | 德尾浩司          | 古廄智之 |
| #11  | 9月25日 | 惡搞屍體 |          | 喜安浩平          | 古廄智之 |
| #12  | 10月2日 | 揪出犯人 |          | 德尾浩司          | 豐島圭介 |

## 播放電視台
| 播放地域      | 播放電視台   | 系列       | 播放日期與時間               | 備註     |
| ------------- | ------------ | ---------- | ---------------------------- | -------- |
| 關東廣域圈    | 東京電視台   | 東京電視網 | 週日 0:20 - 0:50（週六深夜） | 製作局   |
| 北海道        | TV北海道     | 東京電視網 | 週日 0:20 - 0:50（週六深夜） | 同播放局 |
| 愛知縣        | 愛知電視台   | 東京電視網 | 週日 0:20 - 0:50（週六深夜） | 同播放局 |
| 大阪府        | 大阪電視台   | 東京電視網 | 週日 0:20 - 0:50（週六深夜） | 同播放局 |
| 岡山縣 香川縣 | 瀨戶內電視台 | 東京電視網 | 週日 0:20 - 0:50（週六深夜） | 同播放局 |
| 福岡縣        | TVQ九州放送  | 東京電視網 | 週日 0:20 - 0:50（週六深夜） | 同播放局 |

## 外部連結
- 官方網頁 - 東京電視台 （日語）
- 誰殺了德山大五郎？的Facebook專頁
- 誰殺了德山大五郎？的X（前Twitter）
- 誰殺了德山大五郎？ （页面存档备份，存于） - Amazon Prime Video
- YouTube上的【週六電視劇24】誰殺了德山大五郎？
- YouTube上的「誰殺了德山大五郎？」Special Making Movie

| 東京電視台 週六電視劇24 | 東京電視台 週六電視劇24                 | 東京電視台 週六電視劇24 |
| ----------------------- | --------------------------------------- | ----------------------- |
|                         | 誰殺了德山大五郎？ （2016.7.17 - 10.2） |                         |
| 白天的澡堂酒            | 潛入搜查偶像・刑警Dance                 |                         |